# Казарка червоновола

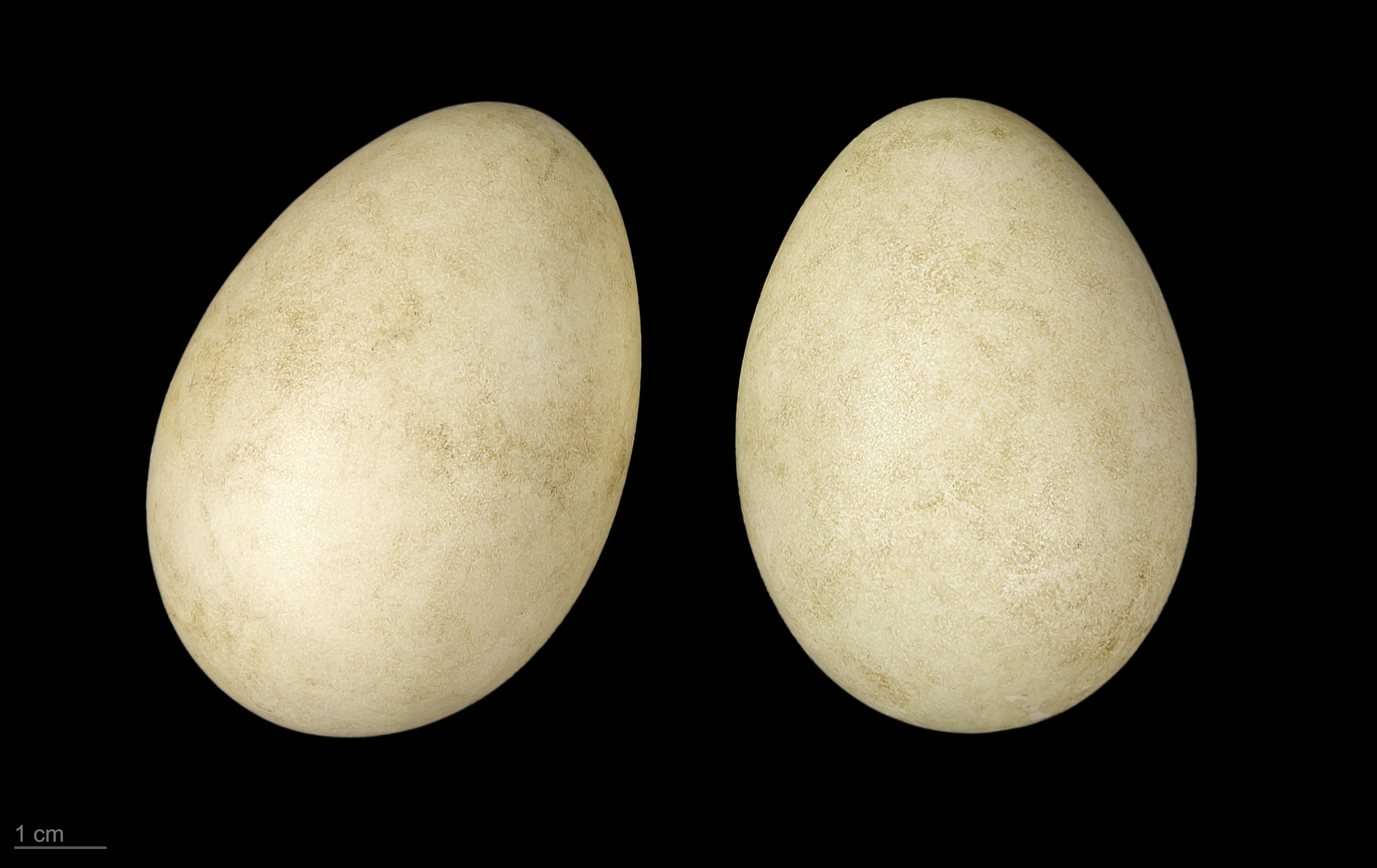
яйце Branta ruficollis — Тулузький музей

Каза́рка червоново́ла (Branta ruficollis) — водоплавний птах родини качкових (Anatidae). В Україні зустрічається під час сезонних міграцій і на зимівлі. Занесено до Червоної Книги України (статус — під загрозою зникнення).

## Морфологічні ознаки
Розміром із чорну казарку. Забарвлення строкате. У дорослого птаха верх голови, задня частина шиї, спина, крила, боки тулуба і груди чорні; зверху на покривних перах крила дві вузькі білі смуги; покривні пера вух, передня частина шиї і воло каштаново-руді; вуздечка, вузькі петлеподібні смуги на боках голови, смуги на шиї і боках тулуба, задня частина черева, надхвістя та підхвістя білі; махові та стернові пера чорні; ноги і дзьоб чорні. Молоді птахи мають тьмяніше забарвлення, з білуватою смугастістю на крилах. Маса тіла: 890—1700 г, завдовжки 430—560 мм, розмах крил: 110—113 см.

## Голос
Голос — дзвінке гелготання, схоже на голос білолобого гусака, але зі своєрідним «бляшаним» відтінком і різкіше: «гивви, гивви», «гив», «гивьив».

## Поширення
Гніздовий ареал простягається у зоні тундри від півострова Ямал до півострова Таймир. Основні місця зимівлі розміщені у Болгарії, Туреччині та південно-західній частині України. В Україні зустрічається лише під час міграцій і зимівлі. Головний пролітний шлях проходить уздовж Азово-Чорноморського узбережжя. Частина популяції зимує в дельті Дунаю, Чорноморському біосферному заповіднику, на Молочному і Утлюцькому лиманах, у Криму.

## Чисельність і причини її зміни
Світова популяція оцінюється у 37 тис. дорослих птахів. За іншими даними, станом на 2008 р. — не менше 44 300 особин. У кінці 1980-х рр. на міграції в Україні реєстрували близько 40 тис. ос., на початку XXI ст. — до 100 тис. ос. На зимівлю (у м'які зими) у 1980-ті рр. залишалося 60–300, зрідка 1,2 тис. ос., у 2000 р. — 14 тис. 130 ос. Загальна чисельність зараз становить понад 15 тис. ос. Основні причини її змін: незаконне полювання (в Україні щороку здобувають понад 1 тис. ос.), виловлювання птахів, освоєння територій у місцях зимівлі та міграційних скупчень, отруєння птахів добривами і пестицидами.

## Особливості біології
Перелітний птах. В Україні з'являється у жовтні — листопаді. Перельоти у зграях по 10–50 (іноді більше) ос., часто з іншими видами гусей. На лиманах Північного Приазов'я затримується на 4–8 тижнів. На зимівлі утворює скупчення на озерах, ріках, найбільші − на мілинах лиманів Північно-західного Приазов'я, Сиваші, у дельті Дунаю. Кормові міграції на поля вранці та ввечері. Відлітає на початку березня. Живиться озиминою, зерном пшениці, рису, навесні також пагонами, листям та цибулинами трав'яних рослин. Гніздові біотопи — сухі ділянки тундри та лісотундри поблизу водойм з крутими берегами, острови.

## Охорона
Вид занесений до Червоної книги України (охоронна категорія: вразливий), а також до Червоного списку МСОП (вид у небезпечному стані), Європейського Червоного списку (вразливий), Конвенції з міжнародної торгівлі вимираючими видами дикої фауни і флори (CITES) (Додаток ІІ), Боннської (Додаток І) і Бернської (Додаток ІІ) конвенцій, угоди AEWA та Директиви Ради Європи про охорону диких птахів (Додаток I).
В Україні на прольоті охороняється в Чорноморському і Дунайському біосферних заповідниках, біосферному заповіднику «Асканія-Нова», Кримському природному заповіднику (філія «Лебедині острови»),  Азово-Сиваському і Приазовському національних природних парках, ландшафтному заказнику «Обитічна коса», Національному заповіднику «Хортиця» та ін. 
Для збереження виду необхідно створити заказник у Новотроїцькому районі Херсонської області (біля села Сивашівка), де птахи зимують, та зони спокою у мисливських господарствах, де є їх скупчення на міграції та зимівлі.